# Tamouz
Tamouz fue un proyecto de lanzador orbital iraquí basado en la agrupación de etapas de misiles Scud. El programa finalizó en 1989, tras un solo lanzamiento de prueba, el 5 de diciembre de 1989.

## Especificaciones
- Apogeo: 100 km
- Empuje en despegue: 406,4 kN
- Masa total: 37.695 kg
- Diámetro: 0,96 m
- Longitud total: 18 m